# Martin Stingelin
Martin Stingelin (* 23. August 1963 in Binningen, Schweiz) ist Germanist und Professor für Neuere Deutsche Literatur an der Technischen Universität in Dortmund.

## Leben
Nach dem Studium der Deutschen Philologie, Neueren Deutschen Geschichte und Allgemeinen Geschichte des Mittelalters in Basel war Stingelin wissenschaftlicher Mitarbeiter in Neuere deutsche Literaturwissenschaft an der Universität Basel von 1991 bis 1998. 1995 erfolgte die Promotion zum Dr. mit einer Dissertation zum Thema „Unsere ganze Philosophie ist Berichtigung des Sprachgebrauchs. Friedrich Nietzsches Lichtenberg-Rezeption im Spannungsfeld zwischen Sprachkritik (Rhetorik) und historischer Kritik (Genealogie)“. Von 1998 bis 2001 war er Stipendiat des Schweizerischen Nationalfonds für fortgeschrittene Forscher. Stingelin hatte ab 2001 eine Förderungsprofessur in Basel, bis er 2006 nach Dortmund berufen wurde. Im Jahr 2010 war er Gastprofessor an der Universität Parma. Er leitet das vom SNF geförderte Editionsprojekt „Der späte Nietzsche“ und das ebenfalls vom SNF geförderte Forschungsprojekt „Zur Genealogie des Schreibens. Die Literaturgeschichte der Schreibszene von der Frühen Neuzeit bis zur Gegenwart.“ Er ist u. a. Experte von Friedrich Dürrenmatt.

## Werke
- „Unsere ganze Philosophie ist Berichtigung des Sprachgebrauchs“. Friedrich Nietzsches Lichtenberg-Rezeption im Spannungsfeld zwischen Sprachkritik (Rhetorik) und historischer Kritik (Genealogie). Fink Verlag, München 1996, ISBN 978-3-7705-3123-3.
- Das Netzwerk von Gilles Deleuze. Immanenz im Internet und auf Video. Merve Verlag, Berlin 2000, ISBN 978-3-88396-155-2.
- mit Wolfgang Scherer (Hrsg.): HardWar/SoftWar. Krieg und Medien 1914 bis 1945. München 1991
- mit Armin Adam (Hrsg.): Übertragung und Gesetz. Gründungsmythen, Kriegstheater und Unterwerfungsstrategien von Institutionen. Berlin 1995.
- Biopolitik und Rassismus (Hrsg.), Frankfurt/Main 2003
- mit Marie-Luise Haase(Hrsg.): Friedrich Nietzsche, Werke. Kritische Gesamtausgabe (KGW), begründet von Giorgio Colli und Maz-zino Montinari, weitergeführt von Volker Gerhardt, Norbert Miller, Wolfgang Müller-Lauter und Karl Pestalozzi, Abteilung IX: Der handschriftliche Nachlaß ab Frühjahr 1885 in differenzierter Transkription, Bd. 4: Arbeitshefte W I 3 bis W I 7, bearbeitet von Nicolas Füzesi, Marie-Luise Haase, Thomas Riebe, Beat Röllin, René Stockmar, Jochen Strobel und Franziska Trenkle unter Mitarbeit von Falko Heimer, Berlin und New York 2004.
- mit Felix Christen, Thomas Forrer und Hubert Thüring (Hrsg.): Der Witz der Philologie. Rhetorik – Poetik – Edition, Festschrift für Wolfram Groddeck zum 65. Geburtstag, Frankfurt am Main und Basel 2014.
- mit Ulrich Weber, Andreas Mauz (Hrsg.): Dürrenmatt-Handbuch. Leben – Werk – Wirkung, Berlin 2020.